# خاوی پوز
خاوی پوز (انگلیسی: Javi Poves؛ زادهٔ ۲۸ سپتامبر ۱۹۸۶) بازیکن فوتبال اهل اسپانیا است.
از باشگاه‌هایی که در آن بازی کرده‌است می‌توان به باشگاه فوتبال اسپورتینگ خیخون و باشگاه فوتبال اتلتیکو مادرید اشاره کرد.